# Wapenworm
De wapenworm (Scoloplos armiger) is een borstelworm uit de familie Orbiniidae. Scoloplos armiger werd in 1776 voor het eerst wetenschappelijk beschreven door Otto Friedrich Müller.

## Beschrijving
De wapenworm is een borstelworm met een lengte tot 120 mm. Het lichaam van de worm bestaat uit een kop, een cilindrisch, gesegmenteerd lichaam en een staartstukje. Het kopgedeelte is spits zonder zichtbare aanhangsels. De rest van het lichaam bestaat uit talrijke segmenten en kan worden onderverdeeld in twee gebieden; het centrale gebied (segment 12-22) is afgeplat terwijl het achterste gebied lang en halfcilindrisch is. Kieuwen zijn aanwezig vanaf segment 9. De wapenworm is oranje tot dieprood gekleurd. Het dier maakt lange horizontale gangen in het wad en voedt zich met diertjes en plantjes die tussen het zand leven.

## Verspreiding
De wapenworm is kosmopolitisch in alle oceanen, inclusief de Noordzee en de Oostzee tot aan het Gotlandbekken. Deze worm leeft op een zachte ondergrond van het intergetijdengebied tot een diepte van ongeveer 2000 meter. Het graaft gewoonlijk 10 tot 15 cm diep in het sediment en bekleedt zijn doorgangen met slijm.